# Rubigny
Rubigny ist eine französische Gemeinde mit 61 Einwohnern (Stand: 1. Januar 2022) im Département Ardennes in der Region Grand Est (vor 2016 Champagne-Ardenne); sie gehört zum Arrondissement Rethel, zum Kanton Signy-l’Abbaye und zum Gemeindeverband Crêtes Préardennaises.

## Geographie
Die Gemeinde Rubigny liegt an der Malacquise, 24 Kilometer nordwestlich von Rethel. Umgeben wird Rubigny von den Nachbargemeinden Rocquigny im Norden, Osten und Südosten, Chaumont-Porcien im Süden sowie Vaux-lès-Rubigny im Westen.

## Bevölkerungsentwicklung
| Jahr                       | 1962 | 1968 | 1975 | 1982 | 1990 | 1999 | 2006 | 2013 | 2019 |
| Einwohner                  | 106  | 104  | 89   | 64   | 76   | 64   | 73   | 71   | 67   |
| Quellen: Cassini und INSEE |      |      |      |      |      |      |      |      |      |

## Sehenswürdigkeiten
- Kirche Sainte-Geneviève, erbaut im 15. Jahrhundert

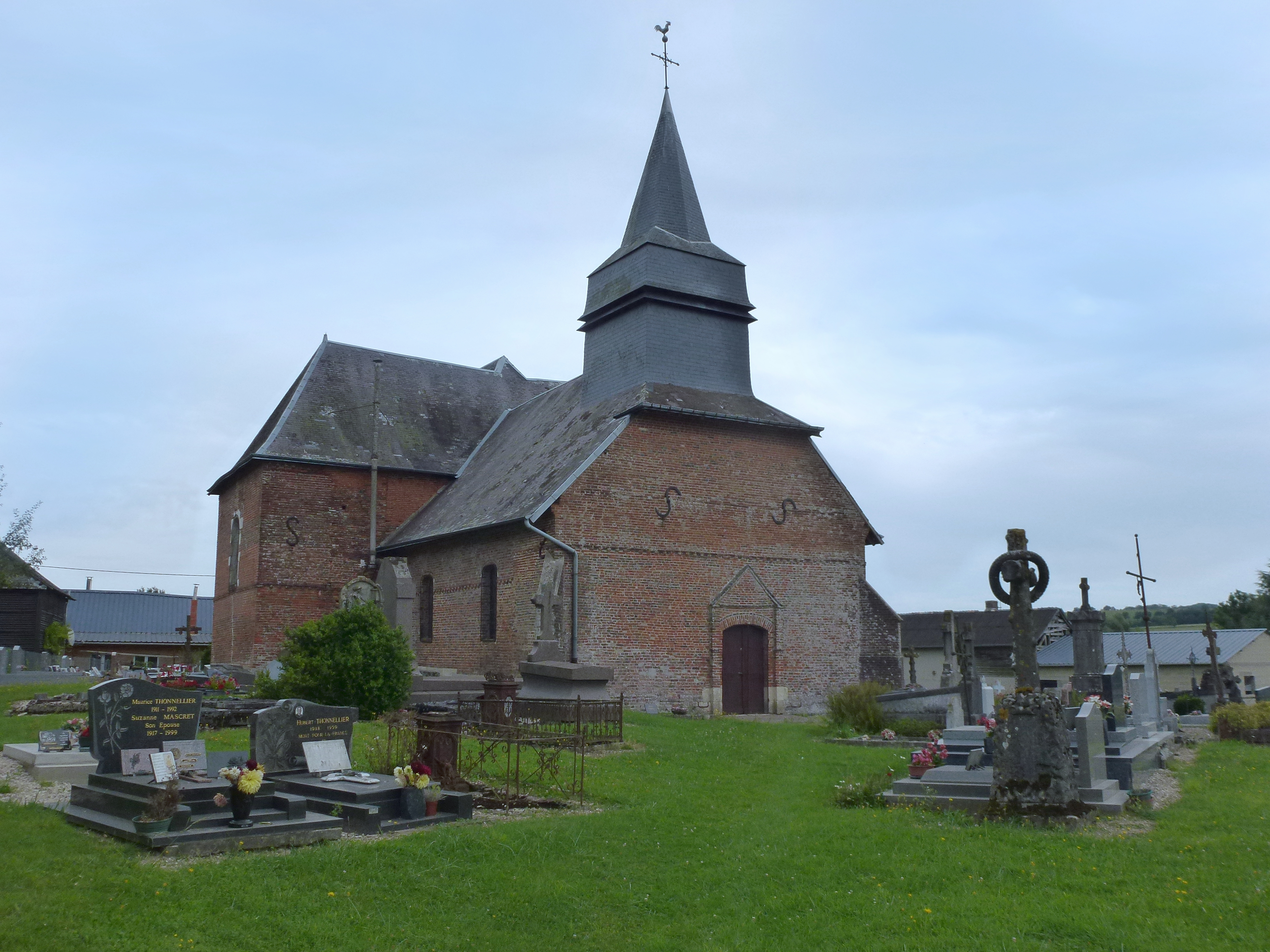
Kirche Sainte-Geneviève